# Антонович Катерина Михайлівна
Катерина Михайлівна Антоно́вич (дошлюбне прізвище — Серебрякова; 1884, Харків — 22 лютого 1975, Вінніпег) — українська і канадська художниця, педагогиня, професорка історії мистецтва, громадський діяч; член Українського жіночого союзу в Празі; почесний член Української вільної академії наук та Товариства імені Лесі Українки. Дружина Дмитра, мати Марка, Михайла та Марини Антоновичів.

## Життєпис
Народилася 1884 року в Харкові у сім'ї культурного діяча, члена міської управи Михайла Серебрякова. Навчалася в Харківській художній школі, чотири роки у Жіночому медичному інституті в Петербурзі.
З 1900 року працювала у Харківській громадській бібліотеці. Згодом взяла шлюб з Дмитром Антоновичем та переїхала до Києва. Була членом Революційної української партії. У кінці 1917 року співпрацювала з журналом «Волошки». Вчилася в Українській академії мистецтв, де відвідувала класи Василя Кричевського та Михайла Бойчука. Викладала малювання у Ржищівському педагогічному інституті.
Восени 1923 року разом з дітьми виїхала до чоловіка у Прагу, де продовжила здобувати мистецьку освіту в Українській студії пластичного мистецтва, навчалася у Івана Кулеця. Продовжувала мистецтвознавчі студії у Німеччині, Швейцарії, Франції, Італії. Закінчила курс філософії й мистецтва в Українському вільному університеті в Празі. Протягом 1927—1944 років працювала в Музеї визвольної боротьби, видавала журнал «Нашим дітям» в Модржанах (нині в складі Праги), який сама ілюструвала; у 1929—1939 роках очолювала Комітет українського дитячого притулку в Подєбрадах.
1949 року емігрувала до Канади, де зупинилася у Вінніпезі. Тут завідувала бібліотекою та архівами Української вільної академії наук, співпрацювала з Осередком української культури і освіти. Була співробітницею канадських журналів «Жіночий світ», «Нові дні», у яких друкувала спогади й статті. 1952 року у Вінніпезі організувала школу рисунка і малярства, керівником якої була до кінця життя. Серед учнів: Дарія Зельська-Даревич, Христина Навроцька-Кудрик. Померла у Вінніпезі 22 лютого 1975 року, де і похована на православному цвинтарі.

## Творчість
Працювала у галузях станкового живопису (писала портрети, пейзажі; працювала у техніках олійного живопису, пастелі, акварелі), станкової і книжкової графіки, іконопису. Творчість позначена рисами реалізму. Серед робіт:
- живопис: «Студентка» (картон, темпера)[11], «Лялечка», «Озеро Вінніпег», «Святий Микола», «Над озером, етюд», «Пісні України», «Професор Дмитро Антонович», «Мій син Михайло», «Тарас Шевченко», «Бабуся з Волині», «Буковинка», «Карпатська Україна»[9], «Данило Щербаківський», «Михайло Грушевський», «Микола Садовський», «Бернард Беренсон»[6];
- станкова графіка: «Портрет професора Василя Біднова» (картон, вугілля)[9];
- книжкова графіка: ілюстрації дитячих книжок «Мурик спить», «Інка та її забави», «Івасик-Телесик»;
- ікони: «Божа Мати», «Голова Христа»[9].

Також авторка обкладинок до книжок, театральних костюмів.
Брала участь у мистецьких виставках у Харкові, Києві, Празі, Вінніпезі, Монреалі, Торонто, Нью-Йорку, Детройті, Філадельфії.
Твори зберігаються у музеях, установах, приватних збірках в Україні, Чехії, Словаччині, Сполучених Штатах Америки, Канаді, Франції.

## Праці

Обкладинка видання 1976 р.

- «Роля української жінки в праці УВУ» (Вінніпег, Накладом Української вільної академії наук, 1953)[12];
- «Український народний одяг: Практичні поради, взори». — Вінніпег : Організація Українок Канади ім. О. Басарабової, 1954. — 24 с.;
- «Український одяг. Історичні замітки: Одяг козацької доби». — Вінніпег-Торонто : Накладом «Жіночого світу», Організації Українок Канади, 1976. — 40 с.;
- «З моїх споминів», 5 томів (Вінніпег, 1965—1973)[c].

Праці зберігаються в Бібліотеці імені Симона Петлюри в Парижі, Українській вільній академії наук в Нью-Йорку і Вінніпезі, в Осередку української культури і освіти у Вінніпезі, Музеї оселі «Київ» в Канаді та в приватних книгозібраннях і колекціях Австралії, Сполучених Штатів Америки, Канади та країнах Європи.

## Виноски
1. ↑  Вперше виставила свої твори в Канаді у 1951 році на Виставці українського образотворчого мистецтва у Вінніпезі[8].
2. ↑  Зокрема у виставках Об'єднання митців-українців в Америці[9].
3. ↑  Друкувалися частинами в «Літописі Української вільної академії наук».